# Нематзаде, Мобина
Мобина Нематзаде (перс. مبینا نعمت‌زاده‎; род. 17 мая 2005, Тегеран) — иранская тхэквондистка. Бронзовый призёр летних Олимпийских игр 2024 года, серебряный призёр чемпионата Азии, бронзовый призёр Азиатских игр. Участница летних Олимпийских игр 2024 года.

## Биография
Мобина Нематзаде родилась 17 мая 2005 года. Её отец, Аббас Нематзаде, бывший член национальной сборной по бодибилдингу, сыграл большую роль в развитии дочери как спортсменки. Нематзаде начала заниматься тхэквондо в возрасте шести лет и быстро присоединилась к юношеской сборной Тегерана. Год спустя, соревнуясь со взрослыми соперницами, она выиграла национальный чемпионат. В возрасте 10 лет она была приглашена в национальную сборную, что стало редким достижением в таком виде спорта, как тхэквондо.

## Карьера
Первый международный успех к Нематзаде пришёл в 2017 году на чемпионате мира по тхэквондо среди юниоров, который состоялся во Вьетнаме. Там Мобина завоевала золотую медаль. В 2019 году она завоевала ещё две золотые медали на чемпионате Азии по тхэквондо среди юниоров в Иордании и чемпионате мира в Узбекистане, что сделало ее самой титулованной спортсменкой по тхэквондо среди юниорок в мире. В 2022 году Нематзаде завоевала золотую медаль на молодежном чемпионате Азии во Вьетнаме и еще одно золото на молодежном чемпионате мира в Болгарии.
В 2022 году Мобина завоевала серебряную медаль на чемпионате Азии в Южной Корее и золотую медаль на клубном чемпионате Азии в Тегеране. Кроме того, иранская спортсменка завоевала бронзовую медаль на Азиатских играх в Ханчжоу.
На летних Олимпийских играх 2024 года в Париже, в весовой категории до 49 кг стала обладательницей бронзовой медали. В схватке за третье место одолела соперницу из Саудовской Аравии Дунью Абуталеб. Эта бронзовая медаль является второй олимпийской медалью в истории иранского женского спорта.